# PPL(A)
Licencja PPL(A) – licencja pilota turystycznego uprawnia do wykonywania lotów niekomercyjnych (oprócz lotów w charakterze instruktora – pod warunkiem posiadania uprawnienia FI(A)) samolotami jednosilnikowymi tłokowymi o MTOW nieprzekraczającej 5700 kg według przepisów VFR.

## Warunki uzyskania licencji PPL(A):[1]
- ukończone 17 lat (16 w dniu rozpoczęcia szkolenia)
- ważne orzeczenie lotniczo-lekarskie co najmniej klasy 2
- odbycie szkolenia teoretycznego
- odbycie szkolenia praktycznego w postaci przynajmniej 45 godzin lotów
- zdanie egzaminu teoretycznego i praktycznego

## Dodatkowe uprawnienia
W ramach PPL(A) można zdobyć następujące dodatkowe uprawnienia, które następnie są wpisywane do licencji:
- VFR noc (loty z widocznością w nocy)
- loty według przepisów IFR
- loty na samolotach wielosilnikowych (ME)